# Sary-Oi (Landgemeinde)
Sary-Oi (kirgisisch Сары-Ой айыл аймагы) ist eine Landgemeinde (ajyl aimagy) im Rajon Naryn des Oblus Naryn in Kirgisistan. Sie besteht aus den beiden Dörfern Dschylan-Aryk (kirgisisch Жылан-Арык) und Sary-Oi (kirgisisch Сары-Ой). Das Verwaltungszentrum ist das Dorf Sary-Oi. Im Jahr 2009 hatte die Landgemeinde 1113 Einwohner. Bis 2021 wuchs die Bevölkerung auf 1287 Einwohner.
| Dorf          | Einwohnerzahl (2009) | Einwohnerzahl (2021) |
| ------------- | -------------------- | -------------------- |
| Dschylan-Aryk | 1113                 | 1063                 |
| Sary-Oi       | 0224                 | 0224                 |